# لنکا مانهالوا
لنکا مانهالوا (به انگلیسی: Lenka Maňhalová) (زادهٔ ۲۸ اکتبر ۱۹۷۴) شناگر اهل جمهوری چک است.